# مونترآل ۶۷۱۴
سیارک ۶۷۱۴ (به انگلیسی: 6714 Montreal، نامگذاری:1990OE2) شش هزار و هفتصد و چهاردهمین سیارک کشف شده‌است که در ۲۹ ژوئیه ۱۹۹۰ کشف شد.
قدر مطلق این سیارک برابر ۱۲٫۵۰ است.